# Kanton Alfortville-Nord
Kanton Alfortville-Nord is een voormalig kanton van het Franse departement Val-de-Marne. Kanton Alfortville-Nord maakte deel uit van het arrondissement Créteil en telde 19.846 inwoners (1999).
Het werd opgeheven bij decreet van 17 februari 2014 met uitwerking in maart 2015.

## Gemeenten
Het kanton Alfortville-Nord omvatte enkel een deel van de gemeente Alfortville